# 日本海海洋气象中心
日本海海洋气象中心（日语：日本海海洋気象センター）于2013年10月设立于日本京都府舞鹤市下福井，前身为舞鹤海洋气象台，是从属于日本气象厅海洋气象科的气象观测组织。海洋气象中心承担为顺利预测日本附近海面温度和洋流方向和速度开发仿真系统的工作，分析日本海的海底形状和水温数据，高度一体化地处理与海洋相关的调查及开发事务。

## 设立历史
- 2013年1月29日，为废除舞鹤海洋气象台并把相关设施交接给海洋气象中心，日本气象厅宣布相关经费经内阁会议批准纳入年度政府预算案。[1][3]
- 2013年4月1日起，舞鹤海洋气象台的天气预报业务交由大阪管区气象台和京都地方气象台进行，同时把职员數量自25人裁减至8人（之后又减到6人），也停止了樱花开花时间的预报工作。[2]原本用于预测的樱树预定回归其所有者所属的地域，但由于市民表达不满，海洋气象台留下了一棵樱树，由海洋气象中心接管。[4]
- 2013年9月30日，拥有65年历史的舞鹤海洋气象台正式走入历史，新设的日本海海洋气象中心于次日成立。[1][2]